# E-serien

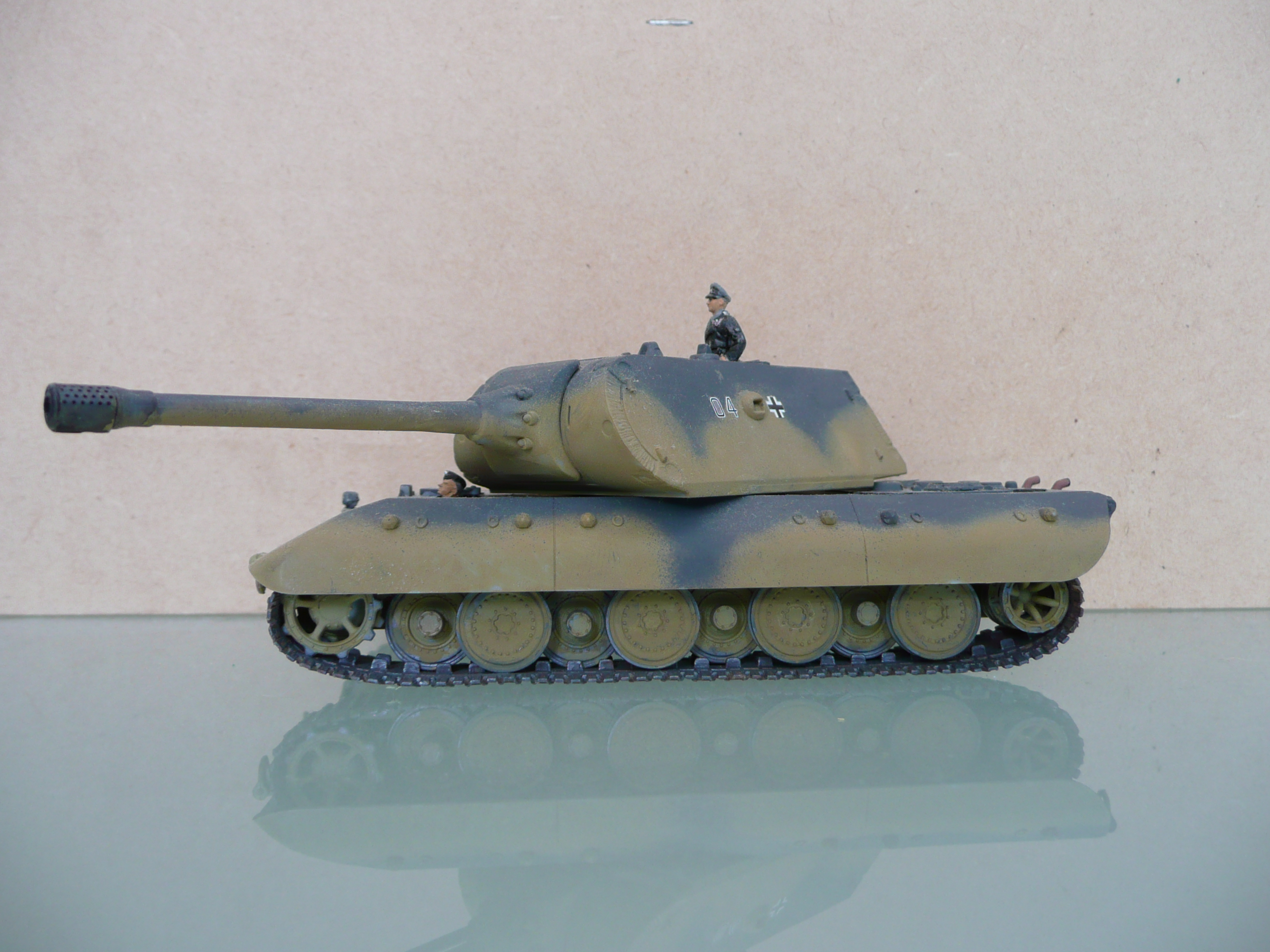
En skalmodell av en E-100 med Maus torn.

Entwicklungserien av stridsfordon utvecklades i Nazityskland under andra världskrigets andra hälft. Entwicklung betyder utveckling på tyska. Entwicklungserien kallas ofta för E-serien på grund av att alla namnen på fordonen i serien hade prefixet E med fordonets serienummer efter. Serienumret stod för fordonets vikt och inte för fordonets plats i serien, dock brukar man lista fordonen viktmässigt. E-serien hade 5 viktklasser med tanken att utveckla flera specialiserade fordon ur dessa.
Meningen med E-serien var att skapa en standardiserad serie av stridsfordon för att spara pengar och göra produktion och reparation lättare. Detta då tidigare tyska fordon hade komplexa konstruktioner som hade lett till låga produktionssiffror och höga kostnader. Standardiseringen av serien gjordes genom att alla fordonen skulle använda många gemensamma delar, som till exempel samma bärhjul. Trots standardiseringen skulle många av E-seriens fordon inte ha många förbättringar i stridsförmåga jämfört med de fordon de var planerade att ersätta. De skulle i stort sett använda samma beväpning och ha mycket liknande skydd.
I slutändan kom inget av fordonen att byggas, med undantag för E-100 vars chassi nästan blev färdigbyggt.

## Historia
Under 1930-talet försökte det sjätte departementet av den tyska vapenstyrelsen (Wa Prüf 6) och uppfinnaren Heinrich Ernst Kniepkamp att skapa en gemensam plattform för två typer av stridsvagnar. Detta berodde på att Tyskland under tidigt 1930-tal hade byggt stridsvagnarna Grosstraktor och Leichttraktor, vilka båda ledde till stridsvagnarna Begleitwagen, en typ av infanterikanonvagn som senare kom att bli Pz.IV, och Zugführerwagen, en multiändamålsstridsvagn, vilka båda var mycket lika i konfiguration och karaktärsdrag.
Tidigt under 1937 föreslog man att bara producera ett av de två chassierna. Zugführerwagen som Heinrich Ernst Kniepkamp hade deltagit i att designa ansågs vara mest lämpad för detta. Zugführerwagen hade till skillnad från Begleitwagen (Pz.IV), torsionsfjärding. Denna typen av fjädring ansågs vara den bästa typen av fjädring. Enligt Kniepkamp kunde infanterikanonvagnen byggas genom att ta tornet från Begleitwagen (Pz.IV) och sätta det på chassiet av en serie 4 Zugführerwagen.
I juni 1937 informerade Krupp att serie 2 av Begleitwagen (Pz.IV B) skulle bli den sista serien av vagnen att produceras och det såg ut som att Kniepkamps idé om ett universalchassi skulle en realitet. Dock blev detta aldrig en realitet då man fortsatte arbeta på Pz.IV och den första Pz.IV-vagnen testades först 1938. Som ett resultat förblev produktionen av Pz.IV och Kniepkamps idé misslyckades.
Nästa försök att göra en universalstridsvagnsplattform gjordes först 5 år senare 1942. Denna gång gällde det inte en idé om ett delat chassi som med Begleitwagen och Zugführerwagen, utan delningen av komponenter mellan vagnar. Henschel hade i april 1942 börjat arbeta på den tunga stridsvagnen VK 45.02 (H), det som kom att bli Tiger II. Under konstruktionsfasen av VK 45.02 bestämde man sig för att dela komponenter med MAN:s VK 30.02 mediumtunga stridsvagn, det som kom att bli Pz.V Panter. I november 1942 blev VK 45.02 (H) till VK 45.03 (H), även kallad Tiger III. Ungefär samtidigt hade utvecklingen av Panter II börjat. Förslaget att dela komponenter föll mellan dessa. Den 17 februari 1943 tillät ministern för vapen och ammunition, Albert Speer, delningen av komponenter mellan VK 45.03 (H) och Panter II.
Komponenterna som skulle delas var: motorn, växellådan, kylningen och bärhjulen. VK 45.03 (H) som var längre än Panter II skulle ha 9 bärhjul per sida medan Panter II bara skulle ha 7.
Under tiden som detta planerades hade Panter II blivit uppskjuten på obestämd tid och VK 45.03 (H) hade blivit VK 45.02 (H) igen. Sent 1943 blev VK 45.02 (H) accepterad till tjänst som Pz.VI Tiger Ausf. B, även kallad Tiger II. Panter II kom inte längre än ett prototypchassi. Det som ledde till Panter II:s uppskjutning var att MAN hade fullt upp med produktionen av vanliga Panter. Förslaget att använda Panterns chassi till en pansarvärnskanonvagn, det som kom att bli Jagdpanther, spelade också en stor roll i uppskjutningen.
I maj 1942 hade Heinrich Ernst Kniepkamp börjat tänka på ett nytt universalchassi. Till skillnad från Tiger III/Panter II-idén om delning av komponenter var hans idé mycket närmare hans originalidé från 5 år tidigare. Han tänkte att en tung stridsvagn och en medeltung stridsvagn kunde dela samma chassi. Medan Tiger III och Panter II var under konstruktion togs hans idé inte seriöst. Ingen tänkte arbeta på ett ännu mer kontroversiellt projekt parallellt med projekt som Tiger III och Panter II. Kniepkamp fick vänta tills våren 1943 när det stod klart att delningen av komponenter mellan Tiger III och Panter II inte skulle komma nånstans. Kneipkamps koncept fick då nya vingar och i april 1943 startade han utvecklingen av Entwicklungserien.
Entwicklungserien skiljde sig från moderna tyska stridsvagnar som Pantern och Tiger II. Fjädringen skulle vara extern och inte av torsionstyp och växellådan skulle vara längst bak i vagnen. Den enda vagnen i E-serien som inte hade växellådan längst bak var E-100 som behövde ha växellådan längst fram på grund av flera olika anledningar.
Det fanns flera anledningar till att Kniepkamp ville ha växellådan längst bak på alla vagnar i E-serien. Att ha växellådan längst fram hade visat sig vara ett stort problem i fält då den lätt gick sönder om vagnen blev penetrerad framifrån vilket ledde till att de främre drivhjulen kunde fastna och göra vagnen till en solid klump av metall som var extremt svår att flytta. När det väl kom till reparationer behövde man montera bort den större delen av alla interna delar och ibland även tornet för att ta ut växellådan. Jämfört med detta var monteringen av växellådan i Sovjetiska vagnar som T-34 och IS-2 lätt. Detta på grund av att deras växellåda satt längst bak i vagnen och var lätt tillgänglig. En annan fördel med att ha växellådan längst bak är att om vagnens tomgångshjul går sönder av inkommande eld eller en mina går det att temporärt dra vagnens band runt det främsta bärhjulet och på så sätt kan man behålla vagnens framkomlighet till en viss gräns. Med växellådan längst fram är det inte möjligt.
De E-serie projekt som togs fram var E-10 "Hetzer", en lätt pansarvärnskanonvagn som skulle ersätta Jagdpanzer 38(t), E-25, en vanlig pansarvärnskanonvagn som skulle ersätta Jagdpanzer IV, E-50 "Standardpanzer", en medeltung stridsvagn baserad på det universalchassi som Kniepkamp föreslog och skulle ersätta Pantern, E-75 "Standardpanzer", en tung stridsvagn baserad på samma universalchassi som E-50 och skulle ersätta Tiger II och till sist E-100, en övertung stridsvagn som skulle spela en roll som en mobil bunker.
Ingenjörer från Klöckner Humboldt Deutz AG eller Magirus skulle arbeta på E-10. Argus Motoren Gesellschaft m.b.H. skulle utveckla E-25. Adlerwerke skulle utveckla upphängningen till E-50 och E-75 men vem eller vilka företag som skulle arbeta på chassit är inte känt. E-100 skulle designas av Krupp och Henschel med Adlerwerke som designer för upphängningen.
Alla vagnar i E-serien skulle dela på så många komponenter som möjligt. De skulle till exempel alla använda samma bärhjul. E-50, E-75 och E-100 skulle alla använda på samma motor och växellåda medan E-10 och E-25 som var av en helt annan viktklass skulle använde sin egen motor och växellåda som då var mycket mindre i både kraft och storlek.

### Slutskede

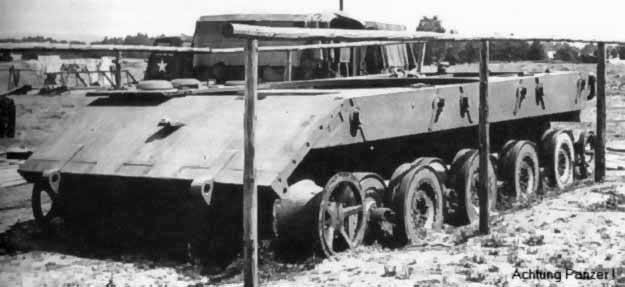
Den ofärdiga prototypen av E-100.

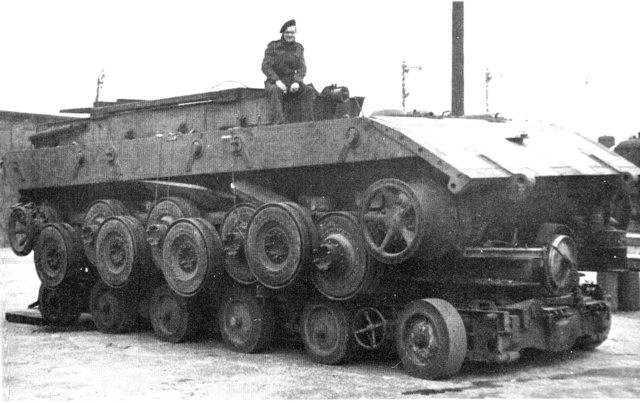
E-100 prototypen lastad på en transportvagn efter tillfångatagning av britterna.

I slutändan kom inte något av projekten någonstans. Man började bygga E-100 men Hitler hade den 10 juli 1944 officiellt beordrat att alla övertunga stridsvagnsprojekt skulle avslutas. Trots detta fortsatta man bygga E-100-prototypen men i slutändan kom fronten till fabriken där den byggdes och den tillfångatogs av de allierade. Kriget i Europa tog slut i maj 1945 innan någon av de andra Entwicklungprojekten ens hade blivit färdigkonstruerade. E-100-prototypen studerades av britterna och skrotades sedan.